# Inna Goulaïa
Inna Iossifovna Goulaïa (en russe : И́нна Ио́сифовна Гу́ла́я), née le 9 mai 1940 à Kharkov en URSS et morte le 28 mai 1990 à Moscou (Russie), est une actrice soviétique.

## Biographie
Après ses études secondaires Inna Goulaïa fréquente le studio d'art dramatique au sein du théâtre académique de la jeunesse de Russie, puis, après les études à l'Institut d'art dramatique Boris Chtchoukine en 1962-1964 devient actrice de ce théâtre. Son début au cinéma a lieu en 1960, alors qu'elle est encore étudiante, dans le film Nuages sur Borsk de Vassili Ordynski. En 1961, dans Quand les arbres étaient grands, sous la direction de Lev Koulidjanov elle joue une orpheline qui ramène dans le droit chemin un imposteur venu se faire passer pour son père. Le film sera projeté au Festival de Cannes 1962. On la voit ensuite dans le rôle de compagne de Jaroslav Hašek dans la productions soviéto-tchécoslovaque Velká cesta (1963) réalisée par Iouri Ozerov, puis dans Time, Forward! de Mikhail Schweitzer (1965) où elle joue Chourotchka, une jeune fille des années 1930 engagée dans les grands projets de construction communiste.
En 1966, elle quitte le théâtre du jeune spectateur pour le théâtre national d'acteur de cinéma. La même année, elle tient son dernier rôle important dans le drame Une longue vie heureuse réalisé par son mari Guennadi Chpalikov.
Le 26 mai 1990, elle est retrouvée inanimée dans son appartement. Elle décède à l'hôpital deux jours plus tard.
Inna Goulaïa est enterrée au cimetière Domodedovo dans l'oblast de Moscou.

## Vie privée
Inna Goulaïa est mariée avec le scénariste Guennadi Chpalikov de 1937 jusqu'à la mort de ce dernier en 1974. Ensemble, ils ont une fille Daria Chpalikova née le 19 mars 1963.

## Filmographie partielle
- 1960 : Les Nuages sur Borsk (ru) (Tuchi nad Borskom, Тучи над Борском) de Vassili Ordynski (ru) : Olia
- 1960 : Une journée agitée (Shumnyy den, Шумный день) d'Anatoli Efros et Gueorgui Natanson : Fira Kantorovitch
- 1961 : Quand les arbres étaient grands (Kogda derevya byli bolshimi, Когда деревья были большими) de Lev Koulidjanov : Natacha
- 1962 : Le Grand Chemin (Bolshaya doroga, Большая дорога) de Youri Ozerov : Choura Hašek
- 1965 : Vremia, vperiod! (Время, вперёд!) de Sofia Milkina et Mikhail Schweitzer
- 1966 : Une longue vie heureuse (Долгая счастливая жизнь) de Guennadi Chpalikov : Lena
- 1975 : La Fuite de Monsieur McKinley (Begstvo mistera Mak-Kinli, Бегство мистера Мак-Кинли) de Mikhail Schweitzer : secrétaire
- 1979 : Petites tragédies (ru) (Malenkie tragedii , Маленькие трагедии) de Mikhail Schweitzer : rêne de nuit
- 1984 : Les Âmes mortes (Myortvye dushi, Мёртвые души) de Mikhail Schweitzer : figuration
- 1987 : La Sonate à Kreutzer (Крейцерова соната) de Mikhail Schweitzer : dame à la lorgnette